# Anne-Sophie Mutter
 (mai 2025).
Si vous disposez d'ouvrages ou d'articles de référence ou si vous connaissez des sites web de qualité traitant du thème abordé ici, merci de compléter l'article en donnant les références utiles à sa vérifiabilité et en les liant à la section « Notes et références ».
Pour les articles homonymes, voir Mutter.
Anne-Sophie Mutter, née le 29 juin 1963 à Rheinfelden dans le Bade-Wurtemberg, est une violoniste allemande. Enfant prodige du violon, découverte par Herbert von Karajan, elle aborde avec aisance tous les répertoires de Bach à Penderecki et s'est imposée comme l'une des plus grandes violonistes de son temps.

## Biographie

### Enfance et débuts
Elle commence le piano à cinq ans, puis le violon peu après, et elle gagne dès sept ans le concours fédéral de la jeunesse musicale avec la mention d’excellence. Elle gagne le même concours une seconde fois en 1974, puis est dispensée d’obligation scolaire, ce qui lui permet de se consacrer pleinement à son art. Anne-Sophie Mutter va étudier avec Erna Honigberger, élève de Carl Flesch, puis avec Aida Stucki (de).
À treize ans, elle est remarquée par Herbert von Karajan, qui la fait jouer avec l'Orchestre philharmonique de Berlin. Elle joue ensuite en 1977 au festival de Pâques et au festival d'été de Salzbourg puis en Angleterre avec le English Chamber Orchestra dirigé par Daniel Barenboim.
C’est en février 1978, à quatorze ans, qu’elle se produit pour la première fois en soliste avec l’Orchestre philharmonique de Berlin. Elle interprète le concerto pour violon et orchestre en sol majeur de Mozart. La même année, à quinze ans, elle fait son premier enregistrement pour la Deutsche Grammophon : les concertos no 3 et no 5 de Mozart avec l’Orchestre philharmonique de Berlin dirigé par Karajan, enregistrement qui se verra décerner le grand prix international du disque l’année suivante. Elle est nommée artiste de l’année 1979. L'année suivante, elle enregistre avec le même orchestre et le même chef le Concerto pour violon de Beethoven.
« C’est la révélation du siècle ! » a dit d'elle son bienfaiteur Herbert von Karajan.

### Carrière internationale
En 1980, Anne-Sophie Mutter fait sa première apparition aux États-Unis, avec l’Orchestre philharmonique de New York dirigé par Zubin Mehta. Elle gagne la même année le Regio-Preis für Musik et un Maschera d’Argento.
Elle est nommée présidente honoraire de la Mozart Society de l’Université d'Oxford en 1983, et décorée de l’Ordre du Mérite de RFA en 1986.
En 1988, lors d'une grande tournée aux États-Unis et au Canada, Anne-Sophie Mutter fait sa première prestation au Carnegie Hall. Elle est également nommée citoyenne d’honneur de Wehr. En 1996, elle prend une année sabbatique à la suite de la mort de son premier mari.
En 1998, elle se consacre entièrement aux sonates pour piano et violon de Beethoven, qu’elle joue dans le monde entier avec Lambert Orkis. Ils enregistrent un disque en public, comprenant l’intégralité des sonates.
En 2015, à l'occasion des cent cinquante ans de la naissance de Jean Sibelius, Anne-Sophie Mutter joue le concerto pour violon en ré mineur, accompagnée par l'orchestre royal du Concertgebouw d'Amsterdam, sous la baguette d’Andris Nelsons. Il avait été prévu qu'elle joue ce concerto en 1985 sous la direction de Sergiu Celibidache, mais le concert n'avait pu avoir lieu à la suite d'un différend entre « Celi » et la soliste : elle n'était tout simplement pas au niveau des exigences musicales du maestro.
En 2019, elle est lauréate du prix Polar Music, récompense considérée comme le « prix Nobel de la musique ».

## Vie privée
En 1989, Anne-Sophie Mutter se marie une première fois à l'avocat Detlef Wunderlich (1935-1995), avec qui elle a deux enfants, Arabella et Richard. Wunderlich meurt d'un cancer en 1995. Elle lui dédie son enregistrement de 1999 des Quatre Saisons de Vivaldi.
Elle épouse en secondes noces le pianiste et chef d'orchestre américain, d'origine juive allemande, André Previn en 2002. Ils divorcent en 2006, mais continuent à entretenir de bonnes relations personnelles et professionnelles, permettant la poursuite de leur collaboration musicale, jusqu'au décès de Previn en février 2019.
Anne-Sophie Mutter vit à Munich. Un de ses deux frères ainés, Christoph Mutter (de), est avocat.

## Créations
- 1986 : Chain 2 de Witold Lutosławski avec le Collegium musicum de Zurich dirigé par Paul Sacher
- 1988 : En rêve de Norbert Moret concerto pour violon et orchestre de chambre
- 1992 : Gesungene Zeit pour violon et ensemble de Wolfgang Rihm
- 1994 : Aftersong pour violon et piano de Sébastian Currier
- 1995 : Metamorphosen concerto pour violon et orchestre de Krzysztof Penderecki
- 2000 : Sonate pour violon et piano de Krzysztof Penderecki
- 2002 : Sur le même accord Nocturne pour violon et orchestre de Henri Dutilleux
- 2002 : Anne-Sophie concerto pour violon de André Previn
- 2007 : Double concerto pour violon et contrebasse de André Previn
- 2007 : In tempus praesens concerto pour violon de Sofia Goubaïdoulina avec l'orchestre philharmonique de Berlin dirigé par Simon Rattle
- 2009 : Lichtes Spiel pour violon et ensemble de Wolfgang Rihm
- 2009 : Concerto pour violon et alto de André Previn
- 2011 : Duo concertante pour violon et contrebasse de Krzysztof Penderecki
- 2011 : Dyade pour violon et contrebasse de Wolfgang Rihm
- 2011 : Time Machines concerto pour violon et orchestre de Sebastian Currier
- 2013 : La Follia de Krzysztof Penderecki
- 2021 : Concerto pour violon nº2 de John Williams, orchestre symphonique de Boston dirigé par le compositeur au festival de Tanglewood

## Actions
Anne-Sophie Mutter est très impliquée dans la musique actuelle, à la fois parce qu’elle compte de nombreuses pièces récentes à son répertoire, dont elle est pour certaines la dédicataire, et par le soutien qu’elle apporte aux jeunes solistes, notamment par l’intermédiaire de la fondation Anne-Sophie-Mutter, qui aide les jeunes du monde entier à débuter dans le métier.
Elle participe aussi à beaucoup d’œuvres de charité, et fait régulièrement des concerts de solidarité. Elle a, par exemple, reversé une partie des bénéfices d’une de ses tournées aux États-Unis à Classical Action : Performing Arts Against AIDS.
Anne-Sophie Mutter possède deux Stradivarius, l’Emiliani de 1703 et le Lord Dunn-Raven de 1710, ainsi qu'un violon du luthier contemporain bolonais Roberto Regazzi.

## Prix et distinctions (sélection)
Anne-Sophie Mutter a été décorée de la croix fédérale du Mérite, première classe, de l'ordre du Mérite (2009), de l’ordre bavarois du Mérite, de la médaille de l'ordre du Mérite de Bade-Wurtemberg et de la croix d'honneur autrichienne des Sciences et des Arts. En 2001, elle a reçu le prix musical Léonie-Sonning, l’ordre bavarois de Maximilien pour la Science et l'Art et le prix d'honneur de la Culture de la ville de Munich. En 2003 lui a été décerné à Baden-Baden le prix musical Herbert-von-Karajan. En 2008, elle a reçu le prix Ernst-von-Siemens, l'ordre du Mérite d'Autriche et le prix international Mendelssohn à Leipzig (catégorie « musique »).
Pour la promotion des jeunes instrumentistes, elle a fondé deux organisations : en 1987 la fondation Rudolf-Eberle ; en 1997 le Freundeskreis der Anne-Sophie-Mutter-Stiftung.
Par la suite, elle a enregistré toutes les sonates pour violon de Ludwig van Beethoven avec Lambert Orkis. Ce CD a reçu un Grammy Award pour le meilleur enregistrement de musique de chambre. Elle a également enregistré avec Orkis toutes les sonates pour violon de Mozart (2006) et a reçu en France le prix « Choc de l'année ».
Anne-Sophie Mutter est membre honoraire de la Royal Academy of Music. En 2009, elle est nommée par le président français Nicolas Sarkozy, chevalier de la Légion d'honneur pour son engagement envers les œuvres de compositeurs français et la musique contemporaine.
En 2011, elle obtient le prix Brahms.
En 2015, elle reçoit la médaille d'or du mérite des beaux-arts, décernée par le ministère de l'Éducation, de la Culture et des Sports espagnol.
En 2019, elle est lauréate du Praemium Imperiale.